# Valérie Baeriswyl
Pour les articles homonymes, voir Baeriswyl.
Valérie Baeriswyl est une photojournaliste indépendante suisse née le 1er février 1984 à Landeyeux.
Elle est connue notamment pour son travail sur les mariages en Haïti, où elle réside depuis 2015 et travaille comme pigiste pour l’Agence France-Presse (AFP).

## Biographie

### Jeunesse et études
Valérie Baeriswyl est née le 1er février 1984 à Landeyeux, près de Fribourg en Suisse. Elle grandit à Saint-Aubin et découvre la photographie à 10 ans avec son père, photographe amateur qui lui apprend à développer. À 15 ans, trop jeune pour intégrer l’École supérieure d’arts appliqués de Vevey, elle passe un certificat fédéral de capacité (CFC) d’assistante en information documentaire à la Bibliothèque cantonale et universitaire de Fribourg. 
Elle complète sa formation en étudiant à l’École des métiers de l’information (EMI) à Paris et remporte en 2012 le Grand prix Paris Match du photoreportage étudiant. Pour réaliser son projet Convertie, elle suit pendant plusieurs mois Justine, une Française convertie à l’islam depuis trois ans.

### Carrière à Haïti
Passionnée par les voyages, Valérie Baeriswyl se rend en Haïti en 2015 alors qu’elle séjourne en République Dominicaine. Elle finit par s’y installer et rejoint le jeune collectif de journalistes, photographes et cinéastes Kolektif 2D et l’Agence France-Presse en tant que pigiste,. Son travail sur l’abattage de la forêt est primé au festival Portrait(s) de Vichy et publié dans le magazine Géo,.
Valérie Baeriswyl se lance également dans un reportage au long cours sur les mariages haïtiens. Pendant cinq ans, elle photographie plus de 60 cérémonies sur toute l’île. En 2019, elle reçoit la bourse Yannis Behrakis de l’agence Reuters et ses premières photos sont publiées l’année suivante dans la revue 6Mois, dans le quotidien britannique The Guardian,. Elle en tire un ouvrage Bonne vie à deux : Haïti pour le meilleur et pour le pire, publié en 2021.
En 2021, son projet mené avec Laura Louis et Philicien Casimir sur le Tate tifi, un test de virginité subi par des femmes haïtiennes remporte le Prix Philippe Chaffanjon,.
Ses reportages sont publiés entre autres par Le Monde, Libération, Huffington Post, Challenges.

## Expositions
Liste non exhaustive :
- 2019 : Forêt de pins, Festival Portrait(s) de Vichy[17]
- 2021 : Bonne vie à deux : Haïti pour le meilleur et pour le pire, festival Visa pour l’image de Perpignan[10].

## Ouvrage
- Bonne vie à deux : Haïti pour le meilleur et pour le pire, autoédition, 2021

## Documentaire
- Far From Home, film de Valérie Baeriswyl, Clémence Le Prévost, France, 2016, 13 min[18].

## Distinctions
- 2012 : lauréate du Grand prix Paris Match du photoreportage étudiant pour le reportage Convertie.
- 2019 : lauréate de la bourse Yannis Behrakis Photojournalism Grants de Reuters[9].
- 2021 : co-lauréate du Prix Philippe Chaffanjon avec Laura Louis et Philicien Casimir pour le reportage Tate Tifi[19].